# أم أذينة

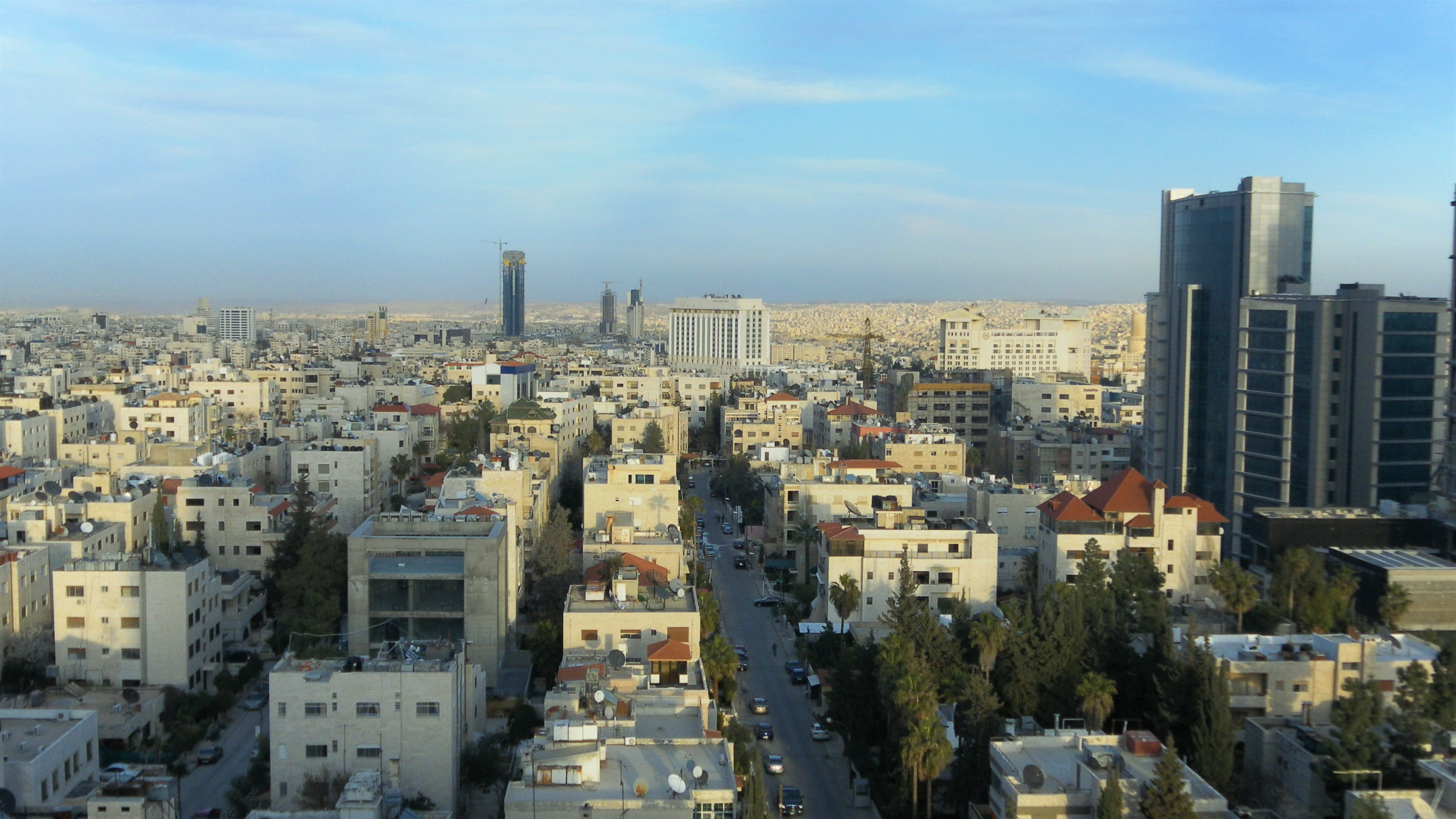
جانب من أم أذينة كما تظهر من فندق كراون بلازا.

أم أذينة أحد أحياء منطقة زهران جنوب غربي العاصمة الأردنية عمّان  ومن أشهر معالم المنطقة أبراج بوابة الأردن وسوق أم أذينة ومركز أم اذينة القرآني. يحيط بالمنطقة شارع مكة شمالاً وشارع زهران جنوباً ويجاور أحياء الصويفية وعبدون والدوار السادس والرابية. كما تقع فيه بعض أهم الفنادق  فندق كراون بلازا المعروف سابقاً باسم فندق عَمْرة. ويعتبر سوق أم أذينة من أغلى الأسواق في عمان لاحتضانه محلات الذهب والألماس. كما يوجد بها سوق قريب من سوق الذهب يقع به محلات تجارية نظيفة ومرتبة ومتكاملة تحتوي على مكتبة ام اذينة وصيدلية والعديد من شركات الادوية والمكاتب والمحلات التجارية.